# Sozina
Pour les articles homonymes, voir Sozina.
Sozina (en serbe cyrillique : Созина) est un village du sud du Monténégro, dans la municipalité de Bar.

## Démographie

### Évolution historique de la population
| 1948 | 1953 | 1961 | 1971 | 1981 | 1991 | 2003 |
| ---- | ---- | ---- | ---- | ---- | ---- | ---- |
| 188  | 166  | 126  | 78   | 28   | 8    | 6    |